# Failures for Gods
Failures for Gods — третий студийный альбом американской дэт-метал группы Immolation, выпущен 1 июня 1999 года на лейбле Metal Blade Records.

## Об альбоме
Запись Failures for Gods проходила в студии Millbrook Sound Studios в Нью-Йорке — в июле 1998 года. Продюсером этого альбома стал Пауль Орофино, также он занимался микшированием записи, мастерингом занимался Брэд Венс в студии Quadim Studio. Обложка и новый логотип были созданы Андреасом Маршаллом. В записи этого альбома участвовал уже новый ударник, им стал Алекс Эрнандес, который пришёл на смену Крэйгу Смиловскому.
Комментируя перерыв с выпуском альбома Failures for Gods, Роберт Вигна сказал:
Альбом Failures for Gods был готов еще в 1998 году, но возникла довольно-таки непростая проблема с оформлением, обложкой и тому подобными делами. Андреас Маршалл, ответственный за эту работу, долго возился, пришлось подождать, однако, согласитесь, результат того стоил! Впрочем, это дела старые… Главное не в этом.
 После выпуска альбома Failures for Gods, Immolation приступает над подготовкой материала для нового альбома.

## Список композиций
| №                   | Название                | Длительность |
| ------------------- | ----------------------- | ------------ |
| 1.                  | «Once Ordained»         | 5:22         |
| 2.                  | «No Jesus, No Beast»    | 4:43         |
| 3.                  | «Failures for Gods»     | 6:26         |
| 4.                  | «Unsaved»               | 4:36         |
| 5.                  | «God Made Filth»        | 3:58         |
| 6.                  | «Stench of High Heaven» | 4:24         |
| 7.                  | «Your Angel Died»       | 5:26         |
| 8.                  | «The Devil I Know»      | 5:24         |
| Общая длительность: | Общая длительность:     | 40:16        |

## В записи участвовали

### Музыканты
- Росс Долан — вокал, бас-гитара
- Роберт Вигна — соло-гитара
- Томас Уилкинсон — ритм-гитара
- Алекс Эрнандес — ударные

### Персонал
- Пауль Орофино — продюсер, микширование
- Брэд Венс — мастеринг
- Андреас Маршалл — обложка, логотип